# Joseph Wulf
 (février 2015).
Si vous disposez d'ouvrages ou d'articles de référence ou si vous connaissez des sites web de qualité traitant du thème abordé ici, merci de compléter l'article en donnant les références utiles à sa vérifiabilité et en les liant à la section « Notes et références ».
Pour les articles homonymes, voir Wulf.
Joseph Wulf, né le 22 décembre 1912 à Chemnitz et mort le 10 octobre 1974 à Berlin, est un historien juif allemand et un survivant de la Shoah.

## Biographie
De sa famille originaire de Pologne, il vécut à Cracovie. Avec l'occupation allemande, il fut avec sa famille déportés au ghetto de Cracovie. Résistant, il est déporté à Auschwitz et réussit à s'enfuir lors d'une marche de la mort. Alors qu'il était prisonnier à Auschwitz, il a écrit deux chansons, dont Rayon de soleil (Sunbeams en anglais) que l'on retrouve dans le film La Zone d'Intérêt. Il retrouva une grande partie de sa famille assassinée.
Après guerre, Wulf travailla sur l'histoire de la Shoah entre la Pologne, Paris et Berlin. Il sera notamment l'auteur de biographies d'Heinrich Himmler et de Martin Bormann.
Il passa beaucoup de son temps à faire connaître du grand public la villa Marlier, lieu de la Conférence de Wannsee, et à défendre un projet de lieu de mémoire à cet endroit. Peu reconnu parmi ses pairs historiens du Troisième Reich, avec la mort de sa femme et le refus puis l'abandon de son projet pour la villa Marlier, il se suicida en se défenestrant. Son projet, repoussé plusieurs décennies, fut néanmoins mis en œuvre en 1992.